# Тыя (река, впадает в Байкал)
Тыя́ — река в Северо-Байкальском районе Бурятии, впадает в северный Байкал.

## География
Длина — 120 км, площадь водосборного бассейна — 2580 км². Берёт начало из озера Верховье Тыи на Северо-Байкальском нагорье, между гольцами Иняптук Верхнеангарского хребта и Довырен хребта Сынныр, на высоте 2578 м. Течёт с севера на юг в гористой местности. Впадает в озеро Байкал южнее города Северобайкальск. Устье образует дельту шириной до 2,5 км.

## Гидрология
Питание реки преимущественно снежно-дождевое. Средний уклон от посёлка Перевал — 5,5 м/км. Средний годовой расход воды в устье — 38,8 м³/с.
|               | Июнь | Июль | Август |
| ------------- | ---- | ---- | ------ |
| Макс. расход  | 638  | 226  | 168    |
| Средн. расход | 386  | 89,4 | 68,6   |
| Мин. расход   | 172  | 45,2 | 39,2   |

Паводок с весны до конца лета, пик приходится на июнь, что соответствует времени оттепели и таяния снега, особенно на высоких пиках гор в бассейне реки. В октябре и ноябре в начале периода низкого уровня воды (до апреля включительно) скорость течения резко падает.
| Среднемесячный сток реки Тыя (м³/с). Данные рассчитаны за 22 года. |

## Притоки
Главные притоки:
- Левые:
  - Нюрундукан
- Правые:
  - Ондоко
  - Секеликан
  - Гоуджекит
  - Горбылак

## БАМ
С запада, в долине её притока Гоуджекита, проходит Байкало-Амурская магистраль, которая идёт далее вдоль левого берега Тыи в её нижнем течении на протяжении около 25 километров, и доходит до озера Байкал в районе города Северобайкальска. После этого, БАМ поворачивает на север и проходит вдоль озера в сторону соседней долины Верхней Ангары.

## Хозяйственное использование
На реке развивается водный туризм, преимущественно в виде сплава на байдарках.